# جيرالد مكوي
جيرالد مكوي (بالإنجليزية: Gerald McCoy)‏ هو لاعب كرة قدم أمريكية أمريكي، ولد في 25 فبراير 1988 في أوكلاهوما سيتي في الولايات المتحدة.

## وصلات خارجية
- جيرالد مكوي على موقع مرجع كرة القدم المحترفة.كوم (الإنجليزية)